# Tmarus taibaiensis
Tmarus taibaiensis är en spindelart som beskrevs av Song och Wang 1994. Tmarus taibaiensis ingår i släktet Tmarus och familjen krabbspindlar. Inga underarter finns listade i Catalogue of Life.